# عارف حبیب‌اللهی
عارف حبیب‌اللهی کشتی‌گیر فرنگی‌کار اهل ایران است.
از افتخارات وی می‌توان به کسب مدال برنز مسابقات قهرمانی کشتی آسیا ۲۰۲۲ اشاره کرد.

## فعالیت حرفه‌ای ورزشی

### قهرمانی آسیا ۲۰۲۲
در وزن ۷۷ کیلوگرم عارف حبیب‌اللهی در دور نخست با نتیجه ۹ بر یک مقابل آکژول محموداف دارنده مدال نقره المپیک از قرقیزستان مغلوب شد و با توجه به حضور حریفش در دیدار فینال وی نیز به دیدار رده بندی راه یابد. حبیب‌اللهی در این دیدار با توجه به حاضر نشدن 	کیم هیون-وو قهرمان المپیک و جهان از کره جنوبی صاحب مدال برنز شد.